# Jhabrera
Jhabrera är en ort i Indien.   Den ligger i distriktet Haridwar och delstaten Uttarakhand, i den norra delen av landet, 140 km norr om huvudstaden New Delhi. Jhabrera ligger 269 meter över havet och antalet invånare är 9 378.
Terrängen runt Jhabrera är mycket platt. Runt Jhabrera är det tätbefolkat, med 849 invånare per kvadratkilometer. Närmaste större samhälle är Manglaur, 10,0 km öster om Jhabrera. Trakten runt Jhabrera består till största delen av jordbruksmark.